# Сельское поселение Леонтьевское (Московская область)
Сельское поселение Леонтьевское — упразднённое муниципальное образование со статусом сельского поселения в Ступинском районе Московской области России.
Расположено в 100 км к юго-востоку от Москвы.

## Общие сведения
Образовано в ходе муниципальной реформы, в соответствии с Законом Московской области от 28.02.2005 года № 68/2005-ОЗ «О статусе и границах Ступинского муниципального района и вновь образованных в его составе муниципальных образований».
Административный центр — деревня Леонтьево.
Расположено в восточной части района. Граничит с городскими поселениями Ступино и Малино, сельским поселением Аксиньинским; сельскими поселениями Проводниковским и Биорковским Коломенского района; сельским поселением Бояркинским Озёрского района. Площадь территории сельского поселения составляет 17 432 га (174,32 км²).

## Население
| 2006  | 2007  | 2008  | 2009  | 2010  | 2011  |
| ----- | ----- | ----- | ----- | ----- | ----- |
| 2944  | ↗3011 | ↘2998 | ↘2980 | ↘2969 | ↗2993 |
| 2012  | 2013  | 2014  | 2015  | 2016  | 2017  |
| →2993 | ↘2942 | ↗2946 | ↘2910 | ↘2901 | ↘2863 |

## Состав сельского поселения
В состав сельского поселения входят 37 населённых пунктов двух упразднённых административно-территориальных единиц — Алфимовского и Леонтьевского сельских округов:
| №  | Населённый пункт  | Тип населённого пункта          | Население |
| -- | ----------------- | ------------------------------- | --------- |
| 1  | 2-я Пятилетка     | деревня                         | →0        |
| 2  | Авдулово-1        | село                            | ↗11       |
| 3  | Авдулово-2        | деревня                         | ↗5        |
| 4  | Алфимово          | деревня                         | ↘1381     |
| 5  | Большое Лупаково  | деревня                         | ↘4        |
| 6  | Васьково          | деревня                         | ↘17       |
| 7  | Верховлянь        | село                            | ↘3        |
| 8  | Владимирово       | деревня                         | ↘9        |
| 9  | Волково           | деревня                         | →0        |
| 10 | Горностаево       | деревня                         | ↗1        |
| 11 | Госконюшня        | деревня                         | ↗65       |
| 12 | Дорки             | деревня                         | ↗22       |
| 13 | Еганово           | село                            | →6        |
| 14 | Захарово          | деревня                         | ↘6        |
| 15 | Ивантеево         | деревня                         | ↘5        |
| 16 | Коледино          | деревня                         | ↗19       |
| 17 | Костомарово       | деревня                         | ↘14       |
| 18 | Красный Котельщик | деревня                         | →47       |
| 19 | Леонтьево         | деревня, административный центр | ↗1091     |
| 20 | Любановка         | деревня                         | ↗7        |
| 21 | Ляхово            | деревня                         | ↗1        |
| 22 | Малое Лупаково    | деревня                         | ↘0        |
| 23 | Марьинка          | деревня                         | ↘2        |
| 24 | Медведево         | деревня                         | ↘0        |
| 25 | Мякинино          | деревня                         | ↘39       |
| 26 | Новоеганово       | посёлок                         | ↘96       |
| 27 | Новоселки         | деревня                         | ↗13       |
| 28 | Оглоблино         | деревня                         | ↘0        |
| 29 | Орехово           | деревня                         | ↘13       |
| 30 | Орешково          | деревня                         | ↗8        |
| 31 | Пасыкино          | деревня                         | ↗13       |
| 32 | Спасское          | село                            | →11       |
| 33 | Утенково          | деревня                         | ↗7        |
| 34 | Фоминка           | деревня                         | ↗3        |
| 35 | Чиркино           | деревня                         | ↗19       |
| 36 | Шманаево          | деревня                         | ↘8        |
| 37 | Щербинино         | деревня                         | ↘23       |

## Местное самоуправление
Глава сельского поселения — Мишуев Валерий Евгеньевич. Адрес администрации: 142861, Ступинский район, д. Леонтьево, ул. Центральная, д. 19.